# Margyricarpus caespitosus
Margyricarpus caespitosus är en rosväxtart som först beskrevs av R. Phil., och fick sitt nu gällande namn av Ivan Murray Johnston. Margyricarpus caespitosus ingår i släktet Margyricarpus och familjen rosväxter. Inga underarter finns listade i Catalogue of Life.